# Agraecina cristiani
Agraecina cristiani är en spindelart som först beskrevs av C.Constantin Georgescu 1989.  Agraecina cristiani ingår i släktet Agraecina och familjen månspindlar.
Artens utbredningsområde är Rumänien. Inga underarter finns listade i Catalogue of Life.